# 660.
660. je sedmo desetletje v 7. stoletju med letoma 660 in 669. 